# Plaza Premium Lounge

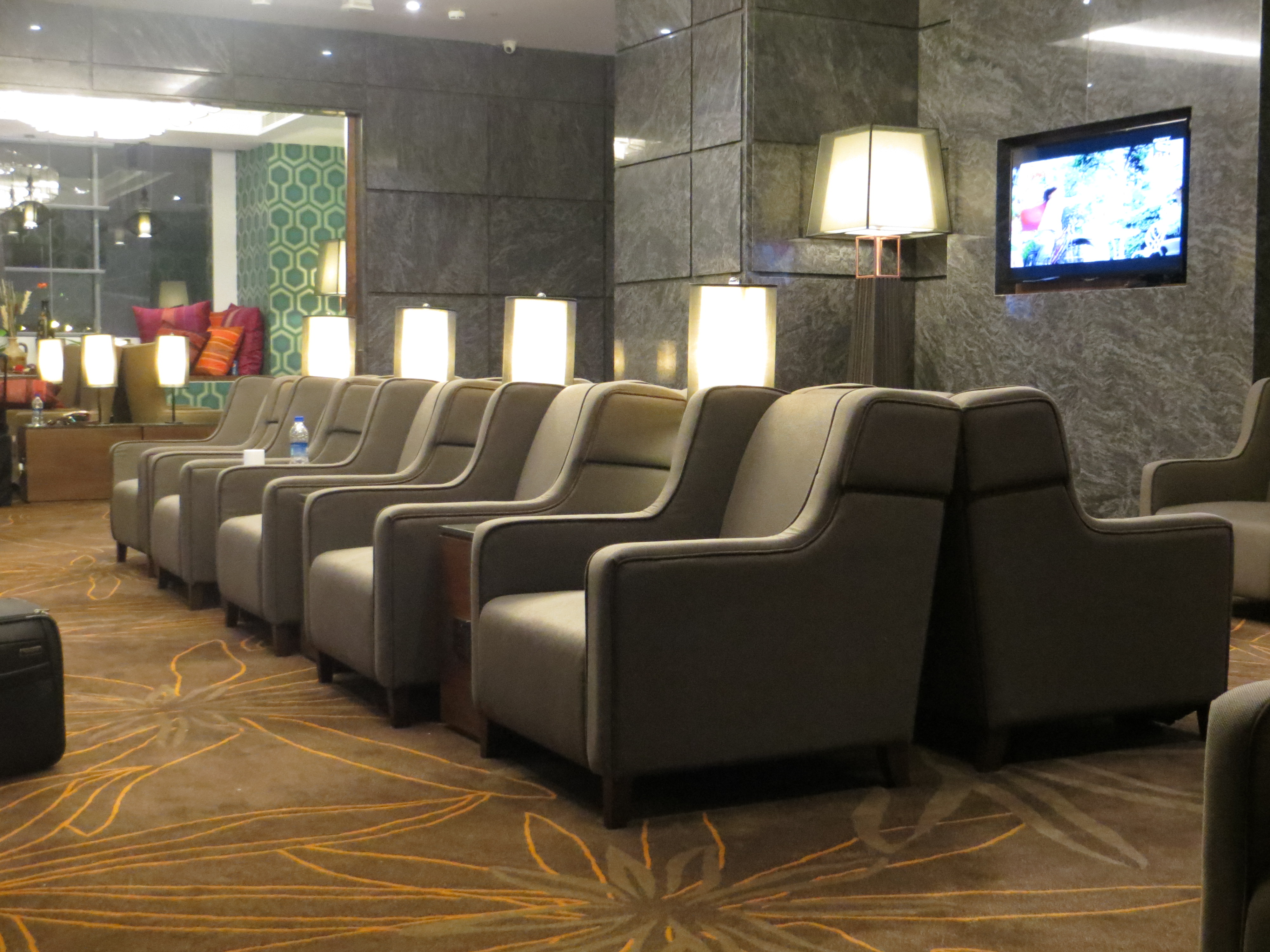
ケンペゴウダ国際空港のPlaza Premium Lounge

Plaza Premium Lounge（プラザ・プレミアム・ラウンジ）とは、空港のトランジットホテルや空港ラウンジの設計、構築、管理、運営を行う香港の会社である。また、同社が運営する空港ラウンジの名称である。

## 概要
同社は1998年に香港国際空港とクアラルンプール国際空港で初の空港ラウンジを開業し、空港の有料ラウンジの概念を開拓してきた。
2014年現在、同社は、主に極東、カナダ、中東の23空港で90ラウンジを運営している。
航空会社のマイレージステータスや航空機の搭乗クラスに関わらず、ラウンジはすべての旅行者に解放されている。
プライオリティ・パスの会員でも利用できるラウンジがある。
航空会社の自社ラウンジを持っていない空港の場合、利用できるラウンジとしてPlaza Premium Loungeが指定される場合もある。日本航空の香港国際空港では自社のJALラウンジが存在しないが、ラウンジとしてPlaza Premium Loungeが指定されているため、対象の旅客は利用することができる。

## 歴史
マレーシア、中国のビジネスマン「Song Hoi-see」は、空港の有料ラウンジの概念の創設者である。
彼は自身のビジネスを開始するために銀行の仕事を辞めた際、最初にビジネスクラスとエコノミークラスの旅行者の空港での体験に著しい格差があったことに気づいた。
そこで空港で個人的な悪い経験に基づいたコンセプトを開発した。
ビジネスマンがエコノミークラスを利用する際に空港での滞在時間は不快で非効率であることに気づいた。
そして、すべての旅行者に開放された空港ラウンジのオプションを与える想像を促した。
1998年、香港国際空港とクアラルンプール国際空港に最初のラウンジを開業した。
サービスを拡張するため、1999年に「Plaza Hair & beauty Salon」（後に「Wellness Spa and Salon」に変更）を開業した。
数年間で、空港でサロンやスパサービスを提供するコンセプトは、世界中のプラザプレミアムラウンジの開業を促し、他の空港に広がった。
2013年に地域で最大の空港の有料ラウンジである香港国際空港の新しいフラグシップラウンジが開業してから15周年を記録した。

2014年はロンドン・ヒースロー空港のターミナル2、シドニー国際空港、マカオ国際空港、バンガロール国際空港、アブダビ国際空港でラウンジを開業する予定である。

## 設備
クアラルンプール国際空港のPlaza Premium Loungeには、高速インターネット、シャワー、軽食が提供される。
3、6または12時間で使用できる。
トロント・ピアソン国際空港は5プラザラウンジがある。